# Tanja Dexters

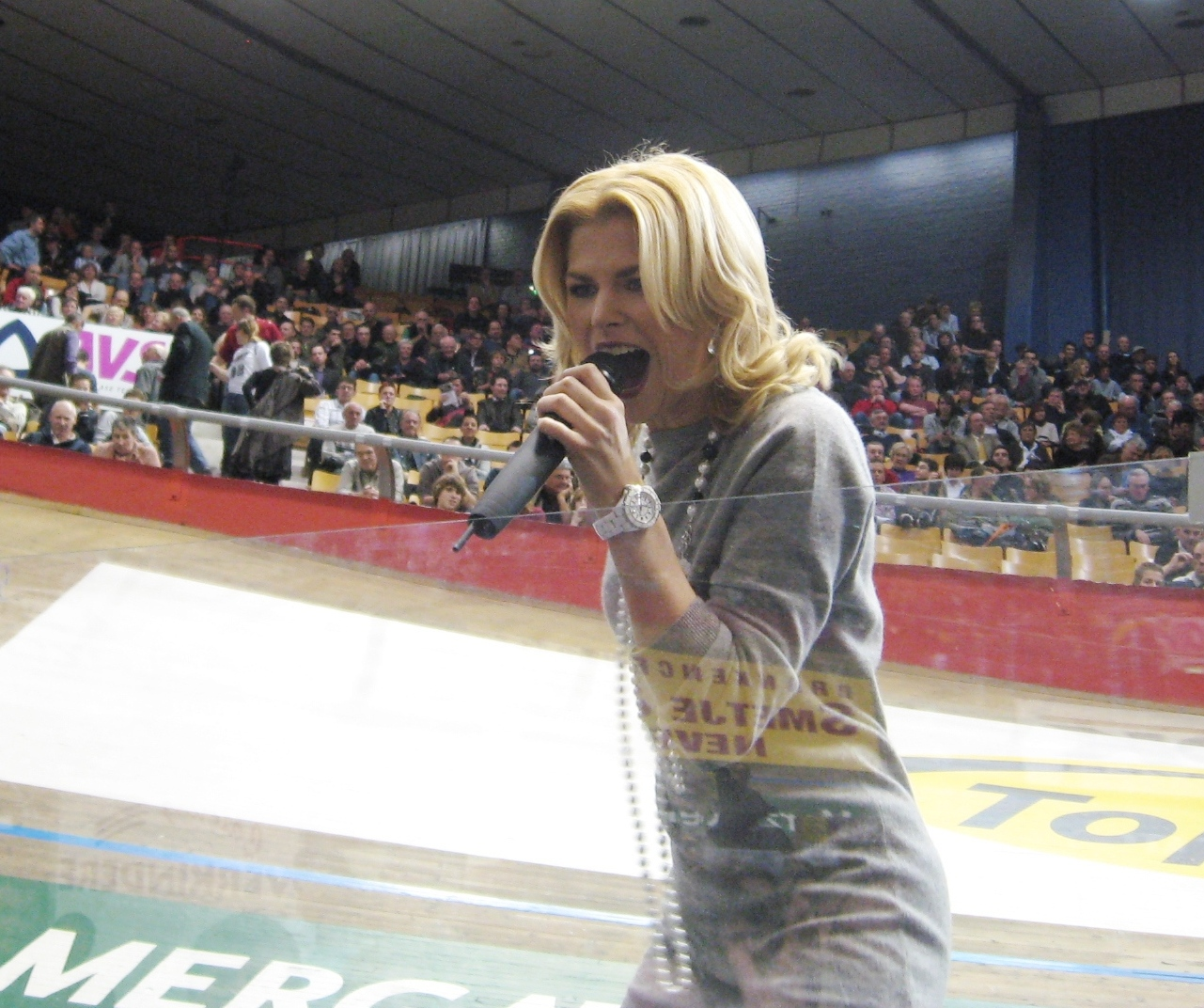
Tanja Dexters während eines Auftritts beim Sechstagerennen von Gent (2008)

Tanja Dexters, auch Tanja Dexter, (* 6. Februar 1977 in Mol) ist eine belgische Sängerin und Model.

## Leben
Dexters wurde 1998 zur Miss Belgium gewählt und vertrat anschließend Belgien bei den Wettbewerben Miss World 1998 und Miss Universe 1999. Hiernach betätigte sie sich als Model in Mailand sowie als Sängerin und spielte in diesem Rahmen mehrere Singles ein, von denen zwei sich eine Platzierung in den belgischen Charts – 2001 Out Of My Mind sowie 2002 eine Coverversion von Born To Be Wild – sichern konnten. Des Weiteren nahm Dexters in den Jahren 2002 und 2008 an dem belgischen nationalen Wettbewerb „Eurosong“ teil, den belgischen Vorentscheidungen zum Eurovision Song Contest, der den Vertreter des Landes für den Eurovision Song Contest bestimmt.

## Diskografie (Auswahl)

### Singles
- 2008: Addicted To You (House Of Management) * Beitrag zum Wettbewerb Eurosong 2008[4]
- 2006: Hot Stuff (House Of Management)
- 2004: The Way I Am (AMC)
- 2003: The Whispering Of Your Heart (AMC)
- 2002: When I look in your eyes  (Universal) * Beitrag zum Wettbewerb Eurosong 2002[5]
- 2002: Born To Be Wild (Dana Music Industries) * Platz 21 für acht Wochen in den belgischen Charts[6]
- 2001: Shake Your Thing (CNR Music)
- 2001: Out Of My Mind (CNR Music) * Platz 41 für drei Wochen in den belgischen Charts[7]